# هيرمان بيليباوم
فريدريك هيرمان بيليباوم (بالألماينة: Friedrich Hermann Bellebaum ) (ولد عام 1805 في زيجن في فيستفالن – ومات عام 1875) هو كاتب ألماني كان من رجال الدين، وأدار مدرسة خاصة. نشر أعماله الأدبية تحت اسم مستعار هو هيرمان فون دير زيج (Hermann von der Sieg).

## أعماله
من أعماله: 
- لوحة تاريخية رومانسية من عصر رودولف من أسرة هابسبورج 1832
- فريتس الحداد  1858